# PB&J Otter – Die Rasselbande vom Hoohaw-See
PB&J Otter – Die Rasselbande vom Hoohaw-See (Originaltitel: PB&J Otter) ist eine US-amerikanische Zeichentrickserie, die von 1998 bis 2000 von der Firma The Walt Disney Company produziert wurde und zu den Serien des Kanals Playhouse Disney zählt.

## Inhalt
Im Mittelpunkt der Serie stehen die Geschwister Peanut, Jelly und Butter Otter. Dabei handelt es sich um anthropomorphe Otter. Die Namen erhielten die Otterkinder von den Bestandteilen vom Peanut-Butter-Jelly-Sandwich, welches in den Vereinigten Staaten von Amerika zu den populären Speisen zählt. Zusammen mit ihren Eltern und ihren Freunden erleben die drei Otterkinder in jeder Folge Abenteuer am Hoohaw-See, auf dem sie ein Hausboot bewohnen. Ein Element jeder Folge ist der „Köpfchen-Tanz“ (im Original „Noodle Dance“), der den Kindern bei der Lösung von Problemen hilft. Während des Tanzens werden hierbei stets sehr viele Sachgegenstände auf ultramarinem Grund gezeigt. Das Vorspannlied der Serie trägt den Titel „Oodelay“ und diese Parole ist auch der Gruß, mit welchem die Otterkinder und ihre Freunde sich meist grüßen.
Jede Folge besteht aus zwei Einzelgeschichten. Bei der Produktion der Serie achtete das „Project Zero“, eine Gruppe von der Harvard University darauf, dass jede Geschichte eine positive und lehrreiche Botschaft hat.

## Charaktere
- Peanut Otter ist das älteste und einzige männliche Kind der Familie Otter. Er ist acht Jahre alt und seine Fellfarbe ist orangerot. Er ist recht vernünftig und ruhig und an rationalen Sachverhalten orientiert. Peanut hat meistens keine Lust, den Köpfchen-Tanz zu tanzen, wenn es gilt, ein Problem zu lösen. Adam Rose[4] ist sein Originalsynchronsprecher. In der deutschen Version wird er von Daniel Schöpe[5] gesprochen, der bereits als Synchronsprecher von Arnold aus der Serie Hey Arnold![6] beim jüngeren Fernsehpublikum breite Bekanntheit erlangte.

- Jelly Otter ist Peanuts jüngere Schwester und das zweitälteste Kind der Familie Otter. Ihre Fellfarbe ist magenta bis fuchsia. Sie ist meist fröhlich, einfallsreich und sehr selbstbewusst und hat eine blühende Phantasie. Meist ist es Jelly, die den Köpfchen-Tanz vorschlägt. Jenell Slack[7] ist ihre Originalsprecherin. In der deutschen Version wird sie von Gabrielle Pietermann[8] gesprochen, die durch das Sprechen der Hermine Granger aus der Filmreihe Harry Potter[9] deutschlandweit bekannt wurde.

- Baby Butter Otter ist das Baby der Familie. Ihre Fellfarbe ist ocker. Obwohl sie noch ein Baby ist, ist Butter bei Peanuts und Jellys Abenteuern immer dabei. Sie ist das wortkärgeste Mitglied der Familie und drückt sich bevorzugt in Substantiven aus. Ihre Originalsprecherin ist Gina Marie Tortorici.

- Opal Otter ist Peanuts, Butters und Jellys Mutter. Sie hat ein dunkelviolettes Fell. Sie ist meist sehr freundlich und verständnisvoll.

- Ernest Otter ist Peanuts, Butters und Jellys Vater. Er hat ein blaugraues Fell. Wenn er nicht im Laden arbeitet, verbringt er seine Zeit bei der Familie.

- Flick ist eine weiß gefiederte Ente und einer von Peanuts besten Freunden. Flick nimmt den Schnabel manchmal ziemlich voll und gerät öfter in Schwierigkeiten.

- Munchy Biber ist ein weiterer Freund von Peanut. Munchy ist meist freundlich, höflich und hilfsbereit, hat aber die schlechte Angewohnheit, Holz zu knabbern, wenn er nervös ist.

- Pinch ist ein Waschbärenmädchen und Jellys beste Freundin. Pinch liebt Puppenhäuser und Teeparties, womit sie im Gegensatz zu der eher jungenhaften Jelly steht.

- Scootch ist Pinchs kleiner Bruder. Normalerweise spricht er nicht, doch wenn er Fehler macht, entschuldigt er sich sofort dafür. Oft rennt er unangekündigt stürmisch auf die anderen Mitbewohner vom Hoohaw-See zu und richtete hierbei Unordnung an.

- Ootsie und Bootsie sind zwei Pudel-Geschwister und Kinder einer reichen Familie mit dem Nachnamen Snooty, welches das englische Wort für Schnöselig und Hochnäsig ist. Dementsprechend verhalten sie sich gegenüber Gleichaltrigen recht arrogant und hochnäsig und lehnen meist die Wünsche der anderen Kinder ab. Aber in brenzlicheren Situationen und Notfällen zeigen sie sich gegenüber den Gleichaltrigen hilfsbereit. Die Kinder Ootsie und Bootsie leben zusammen mit den Eltern Snooty in einer riesigen rosa Torte. Sie verfügen über jede Menge hochmodernes Spielzeug, jedoch ist dieses immer nur für eine kurze Zeit reizvoll für sie.

- Bürgermeister Jenkins ist der Bürgermeister der Stadt. Auch er ist ein Otter und er hat ein lilablaues Fell und trägt meist eine Mütze auf dem Kopf. Er ist freundlich und immer bereit, den Kindern zu helfen.

## Synchronisation
| Rolle        | Englischer Sprecher  | Deutscher Sprecher                  |
| ------------ | -------------------- | ----------------------------------- |
| Peanut Otter | Adam Rose            | Daniel Schöpe Philipp Marx (Gesang) |
| Jelly Otter  | Jenell Brook Stack   | Gabrielle Pietermann                |
| Baby Butter  | Gina Marie Tortorici |                                     |
| Opal Otter   | Gwen Shepard         | Dagmar Dempe                        |
| Ernest Otter | Chris Phillips       | Walter von Hauff                    |
| Flick        | Eddie Korbich        | Hannes Maurer                       |
| Ootsie       | Eddie Korbich        | Benedikt Weber                      |
| Bootsie      | Eddie Korbich        |                                     |
| Pinch        | Cody Pennes          | Katharina Berthold                  |
| Scootch      | Cody Pennes          |                                     |

- Synchronfirma: Lingua Film
- Dialogbuch: Cornelius Frommann, Stefan Sidak
- Dialogregie: Gert Rabanus, Benedikt Rabanus

## Sonstiges
Die Namen der Otterkinder, PB&J, gehen auf ein Sandwich mit Erdnussbutter und Konfitüre zurück (PeanutButter & Jelly sandwich), welches sich in Nordamerika und Australien großer Beliebtheit erfreut.